# 大雄寺 (大田原市)
大雄寺（だいおうじ）は栃木県大田原市にある曹洞宗の寺院。山号は黒羽山。
応永11年（1404年）、余瀬村（現大田原市余瀬）に創建された。後に戦乱で焼失するが、文安5年（1448年）に大関忠増により再建され、天正4年（1576年）に大関高増の居城が余瀬白旗城から黒羽城に移った際に大雄寺も現在地に移築された。
大関氏の菩提寺であり、山中には大関氏累代の墓がある。

## 伽藍

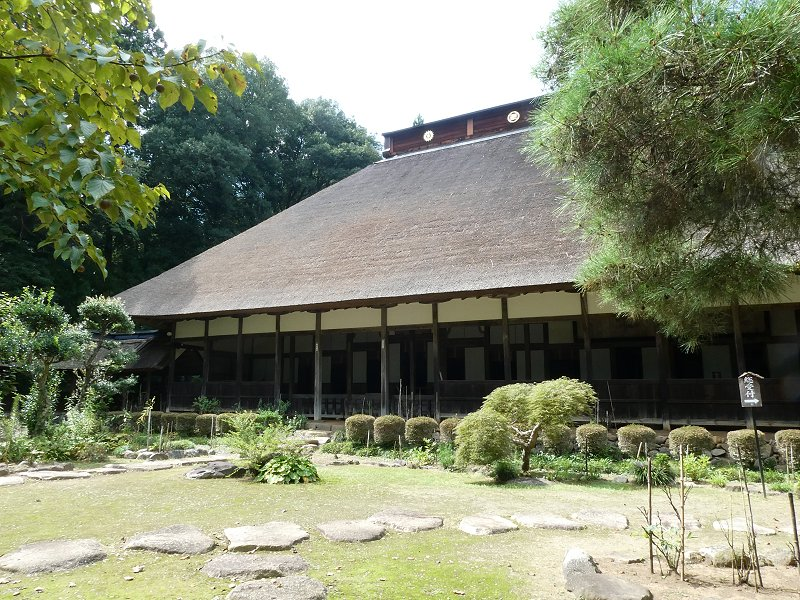
本堂
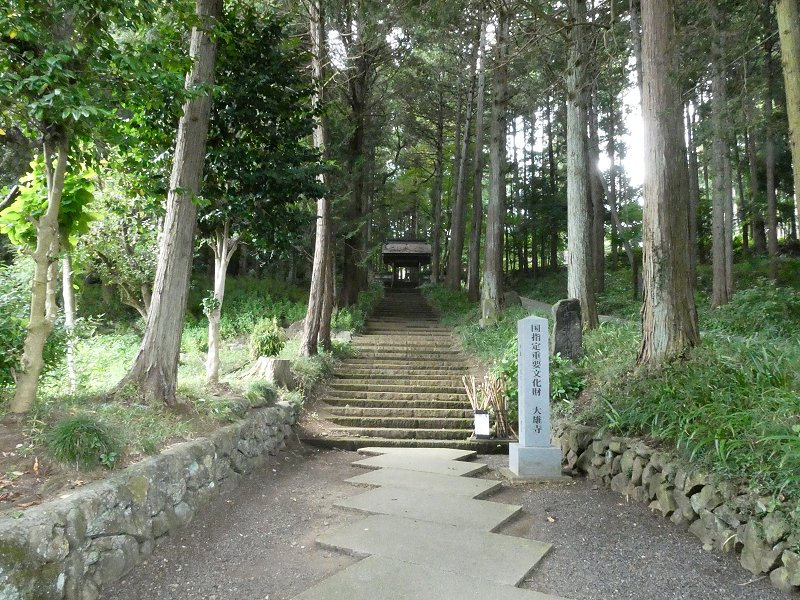
参道

- 禅堂
- 庫裏
- 鐘楼
- 総門
- 経蔵
- 山門
- 集古館

- 本堂
- 参道

## 文化財

### 重要文化財（国指定）
- 大雄寺（建造物）9棟[1][2]
  - 本堂
  - 禅堂
  - 庫裏
  - 鐘楼
  - 経蔵（附：棟札1枚）
  - 総門
  - 廻廊 3棟（北東廻廊、南東廻廊、南西廻廊）

### 県指定有形文化財
- 御霊屋

## その他
- 2009年に公開された道元の生涯を描いた映画『禅 ZEN』のロケーション撮影が大雄寺境内で行われた[3]。
- 2012年[4]と2013年[5]に放送されたフジテレビのスペシャルドラマ「一休さん」のロケーション撮影が行われた。
- 2021年、第37代住職の倉沢良裕が600年以上の歴史を誇る大雄寺の歴史と寺宝を冊子『曹洞宗黒羽山大雄寺歴代住職の足跡』にまとめ、配布した[3]。